# Nationale fietsroutes van Luxemburg

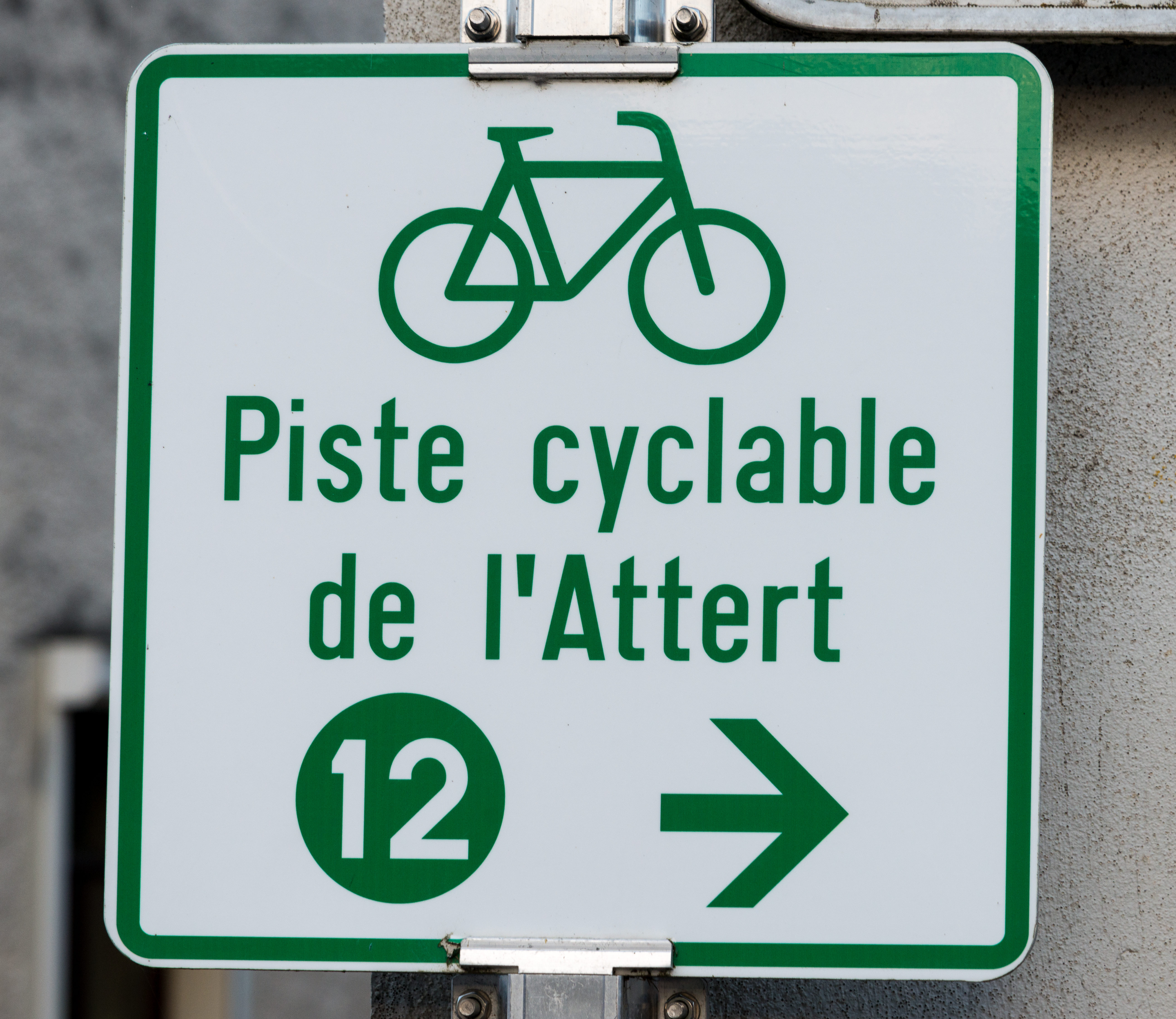

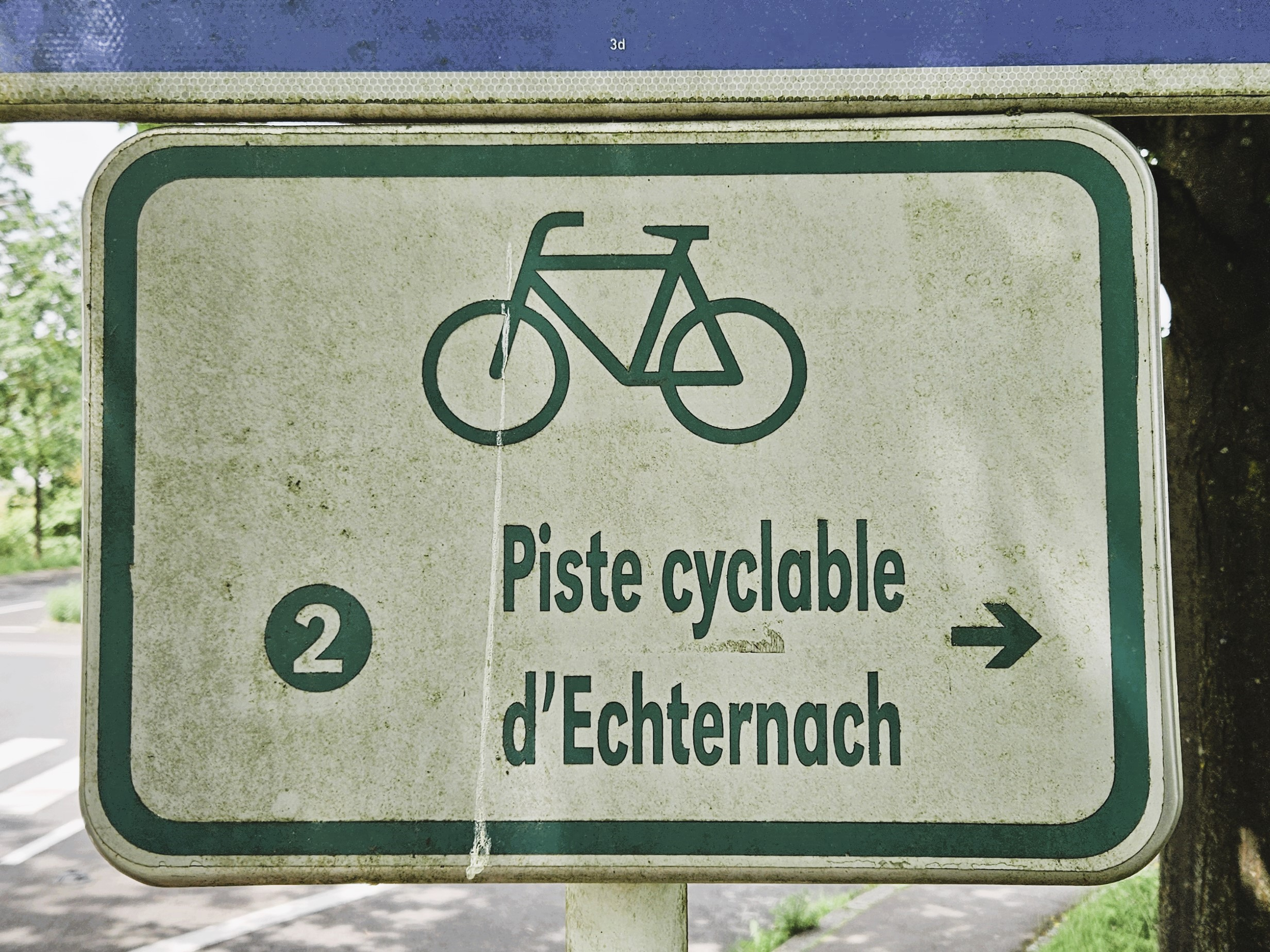

De Nationale fietsroutes van Luxemburg (Luxemburgs: Nationale Velosreseau, Frans: Pistes cyclables nationales, Duits: Nationales Fahrradnetz) bestaan uit een netwerk van 23 nationale langeafstandsfietsroutes (Velöspist, piste cyclable, Radweg), die elk een PC-nummer dragen, maar recenter itinéraire cyclable genoemd worden. Vrijwel alle routes zijn met bebording bewegwijzerd (wit nummer in een groene cirkel):
- PC1 Centrum-Radweg of PC1 du Centre rondom en door de stad Luxemburg.
- PC2 Luxemburg-Echternach of PC2 Echternach van Luxemburg naar Echternach.
- PC3 Drei Rivieren-Radweg of PC3 des Trois Rivières van Schengen naar Vianden.
- PC4 Syre-Radweg of PC4 de la Syre van Ernster naar Mertert.
- PC5 Weisse Ernz-Radweg of PC5 de l'Ernz Blanche van Koedange naar Medernach.
- PC6 Drei Länder-Radweg of PC6 des Trois Cantons van Schengen naar Pétange.
- PC7 Jangeli-Radweg of PC7 Jangeli van Ellange naar Remich.
- PC8 Rote Erde-Radweg of PC8 de la Terre Rouge van Bettembourg naar Belvaux.
- PC9 Bergbau-Vorort-Radweg of PC9 Faubourg Minier van Leudelange naar Sanem.
- PC10 François Faber van Leudelange naar Bettembourg.
- PC11 Charly Gaul van Hesperange naar Ellange.
- PC12 Attert-Radweg of PC12 de l'Attert van Colmar-Berg naar Pétange.
- PC13 Nicolas Franz van Kahler naar Strassen.
- PC14 Eisch-Mamer-Radweg of PC14 Eisch-Mamer van Mamer naar Mersch.
- PC15 Alzette-Radweg of PC15 de l'Alzette van Ettelbrück naar Dommeldange (stadsdeel Luxemburg).
- PC16 Sauer-Radweg of PC16 la Bas Sûre van Wasserbillig naar Ettelbrück.
- PC17 Westen-Radweg of PC17 de l'Ouest van Arsdorf naar Noerdange.
- PC18 Schieferbrüche-Radweg of PC18 des Ardoisières van Koetschette naar Martelange.
- PC19 Obersauersees-Radweg of PC19 du Lac de la Haute Sûre rond Bavigne (in ontwikkeling).
- PC20 Wiltz-Radweg of PC20 de la Wiltz van Kautenbach naar Benonchamps.
- PC21 Nord-Radweg of PC21 du Nord van Kautenbach naar Wilwerwiltz.
- PC22 Ardennes-Radweg of PC22 des Ardennes van Lellingen naar Fouhren.
- PC23 Benny van Fouhren naar Bettel.